# Jan N. Bremmer
Jan Nicolaas Bremmer (Groninga, 18 dicembre 1944) è uno storico delle religioni e studioso della civiltà classica olandese.
Professore emerito di "storia antica" e di "studi religiosi" dell'Università di Groninga.

## Opere
Monografie
- The Early Greek Conception of the Soul. Princeton University Press, Princeton 1983 (Dissertation Amsterdam 1979), ISBN 0-691-06528-4, ub.rug.nl (PDF); Google Bücher.
- mit Nicholas Horsfall: Roman myth and mythography. Institute of Classical Studies, University of London, London 1987 (Bulletin of the Institute of Classical Studies, Supplement 52).
- mit Jan den Boeft: Martelarten van de oude kerk. 1988.
- Greek Religion. Oxford University Press, Oxford, 1994 (Greece & Rome. New Surveys in the Classics, No. 24). Google Bücher. – Übersetzt ins Niederländische, Deutsche, Italienische und Spanische.
  - Deutsche Übersetzung: Götter, Mythen und Heiligtümer im antiken Griechenland. Autorisierte Übersetzung von Kai Brodersen. Wiss. Buchgesellschaft, Darmstadt 1996; auch: Ullstein, Berlin 1998, ISBN 3-548-26537-5.
- The Rise and Fall of the Afterlife. The 1995 Read-Tuckwell Lectures at the University of Bristol. Routledge Chapman & Hall, London 2002, ISBN 0-415-14147-8, Google Bücher.
- Van zendelingen, zuilen en zapreligie. Tweehonderd jaar godsdienst in Nederland en het Apostolisch genootschap. Uitgeverij Eburon, Delft 2005, ISBN 90-5972-095-4. („Von Missionaren, Säulen und Religion zum Zappen. Zweihundert Jahre Religion in den Niederlanden und in der Apostolischen Gesellschaft")
- Greek Religion and Culture, the Bible, and the Ancient Near East. Brill, Leiden / Boston 2008 (Jerusalem Studies in Religion and Culture, Bd. 8), ISBN 978-90-04-16473-4. Rezension von: Barry B. Powell, Bryn Mawr Classical Review 2009.01.13 brynmawr.edu.

Curatore
- (Hrsg.): Interpretations of Greek mythology. Taylor & Francis, 1987, ISBN 0-7099-3270-7. Google Bücher.
- (Hrsg.): From Sappho to De Sade. Moments in the History of Sexuality. Routledge, London 1991, ISBN 0-415-06300-0. Google Bücher.
- (Hrsg., mit Herman Roodenburg): A Cultural History of Gesture. From Antiquity to the Present Day. Cambridge University Press, Cambridge 1991.
- (Hrsg.): Between Poverty and the Pyre: Moments in the History of Widowhood. 1995.
- (Hrsg.): The apocryphal Acts of Paul and Thecla. Peeters Publishers, Leuven 1996 (Studies on the Apocryphal Acts of the Apostles, Bd. 2), ISBN 90-390-0152-9. Google Bücher.
- (Hrsg., mit Herman Roodenburg): A Cultural History of Humour. From Antiquity to the Present Day. Polity Press, London 1997, ISBN 0-7456-1880-4.
  - Deutsche Übersetzung: Kulturgeschichte des Humors von der Antike bis heute. Aus dem Englischen übersetzt von Kai Brodersen. Primus-Verlag, Darmstadt, auch: Wiss. Buchgesellschaft, Darmstadt 1999.
- (Hrsg.): The apocryphal Acts of Peter. Magic, miracles and gnosticism. Peeters Publishers, Leuven 1998 (Studies on the Apocryphal Acts of the Apostles, Bd. 3), ISBN 90-429-0019-9. Google Bücher.
- (Hrsg.): The apocryphal Acts of Andrew. Peeters Publishers, Leuven 2000 (Studies on the Apocryphal Acts of the Apostles, Bd. 5), ISBN 90-429-0823-8. Google Bücher.
- (Hrsg.): The apocryphal Acts of Thomas. Peeters Publishers, Leuven 2001 (Studies on early Christian apocrypha, Bd. 6), ISBN 90-429-1070-4. Google Bücher.
- (Hrsg., mit Jan R. Veenstra): The Metamorphosis of Magic from Late Antiquity to the Early Modern Period. Peeters Publishers, Leuven 2002 (Groningen studies in cultural change, Bd. 1), ISBN 90-429-1227-8. Google Bücher. Rezension: David Frankfurter, in: Bryn Mawr Classical Review 2005.05.32 .
- (Hrsg., mit Wout J. van Bekkum, Arie L. Molendijk): Cultures of Conversion. Peeters Publishers, Leuven 2006 (Studies in the history and anthropology of religion, Bd. 18), ISBN 90-429-1753-9. Google Bücher.
- (Hrsg.): The strange world of human sacrifice. Peeters Publishers, Leuven 2007 (Groningen studies in cultural change, Bd. 1), ISBN 978-90-429-1843-6, Google Bücher.
- (Hrsg., mit Istvan Czachesz): The Visio Pauli and the Gnostic Apocalypse of Paul. Peeters Publishers, Leuven 2007, ISBN 978-90-429-1851-1.
- (Hrsg., mit Andrew Erskine): The gods of Ancient Greece. Identities and transformations. Edinburgh University Press, Edinburgh 2010 (Edinburgh Leventis studies, 5), ISBN 978-0-7486-3798-0.

Articoli
- Literacy and the Origins and Limitations of Greek Atheism. In: Studies in Honour of H. L. W. Nelson. Utrecht 1982, S. 43–55.
- Scapegoat Rituals in Ancient Greece. In: Harvard Studies in Classical Philology 87, 1983, S. 299–320.
- Greek Maenadism reconsidered. In: ZPE 55, 1984, S. 267–286.
- Dionysos travesti. In: L'Initiation 1. Édité par A. Moreau. Montpellier, 1992, S. 189–198.
- Three Roman aetiological myths. In: Fritz Graf (Hrsg.): Colloquium Rauricum, Bd. 3: Mythos in mythenloser Gesellschaft. Das Paradigma Roms. Teubner, Stuttgart / Leipzig 1993, ISBN 3-519-07413-3, S. 158–174. Google Bücher.
- Prophets, Seers, and Politics in Greece, Israel, and Early Modern Europe. In: Numen 40, 1993, S. 150–183.
- Myth as Propaganda: Athens and Sparta. In: ZPE 117, 1997, S. 9–17. uni-koeln.de (PDF; 65 kB)
- «Religion», «Ritual» and the Opposition «Sacred» vs. «Profane». In:  Fritz Graf (Hrsg.): Ansichten griechischer Rituale. Geburtstags-Symposium für Walter Burkert, Castelen bei Basel 15. bis 18. März 1996. Teubner, Stuttgart / Leipzig 1998, ISBN 3-519-07433-8, S. 9–32. Google Bücher.
- The Birth of the Term 'Magic'. In: ZPE 126, 1999, S. 1–12, uni-koeln.de (PDF; 94 kB).
- Odysseus versus the Cyclops. In: Synnøve des Bouvrie (Hrsg.), Myth and Symbol I. Symbolic Phenomena in Ancient Greek Culture. Papers from the first international symposium on symbolism at the University of Tromsø, June 4-7, 1998. Paul Aströms Förlag, Bergren 2002 (Papers from the Norwegian Institute at Athens, 5), ISBN 82-91626-21-9. Rezension von: Barry B. Powell, in: Bryn Mawr Classical Review 2004.01.16 brynmawr.edu.
- Myth and Ritual in Ancient Greece: Observations on a Difficult Relationship. In: Raban von Haehling (Hrsg.): Griechische Mythologie und frühes Christentum. WBG, Darmstadt 2005, ISBN 3-534-18528-5, S. 21–43.
- Atheism in Antiquity. In: The Cambridge Companion to Atheism. Edited by Michael Martin. Cambridge UP, Cambridge 2007. ub.rug.nl (PDF; 126 kB)
- Zeus' Own Country: Cult and Myth in the Pride of Halicarnassus. In: Ueli Dill, Christine Walde (Hrsg.):  Antike Mythen: Medien. Transformationen und Konstruktionen. Walter de Gruyter, Berlin / New York 2009, ISBN 978-3-11-020909-9, S. 292–312.